# Gestori dell'infrastruttura italiani
In Italia i gestori dell'infrastruttura ferroviaria sono quegli organismi o imprese incaricati in particolare della creazione e della manutenzione dell'infrastruttura ferroviaria, compresa eventualmente anche la gestione dei sistemi di controllo e di sicurezza della stessa.

## Prospetto riassuntivo
| Impresa                                         | Rete                                                                                        | Lunghezza                               | Proprietà                                                        |
| ----------------------------------------------- | ------------------------------------------------------------------------------------------- | --------------------------------------- | ---------------------------------------------------------------- |
| Rete Ferroviaria Italiana (RFI)                 | Infrastruttura ferroviaria nazionale, infrastrutture regionali umbra, piemontese e friulana | 16879 km                                | Stato italiano, società del gruppo Ferrovie dello Stato Italiane |
| Società Subalpina Imprese Ferroviarie (SSIF)    | Ferrovia Domodossola-Locarno                                                                | 52,183 km                               | Capitali privati                                                 |
| Ferrovienord                                    | Rete sociale del gruppo FNM                                                                 | 330 km                                  | Regione Lombardia, società del gruppo FNM                        |
| Strutture Trasporto Alto Adige (STA)            | Ferrovie della Val Venosta e del Renon                                                      | 64,64 km                                | Provincia autonoma di Bolzano                                    |
| Trentino Trasporti                              | Ferrovia Trento-Malé-Mezzana                                                                | 66 km                                   | Provincia autonoma di Trento                                     |
| Infrastrutture Venete                           | Ferrovia Mestre-Adria                                                                       | 57 km                                   | Regione Veneto                                                   |
| Azienda Mobilità e Trasporti (AMT)              | Ferrovie Genova-Casella e Principe-Granarolo                                                | 25,4 km                                 | Comune di Genova                                                 |
| Ferrovie Emilia Romagna (FER)                   | Linee di proprietà regionale                                                                | 349 km                                  | Regione Emilia-Romagna                                           |
| La Ferroviaria Italiana (LFI)                   | Ferrovie Arezzo-Stia e Arezzo-Sinalunga                                                     | 84 km                                   | Capitali privati ed enti locali della Toscana                    |
| ATAC                                            | Ferrovia Roma-Giardinetti                                                                   | 9 km                                    | Roma Capitale                                                    |
| ASTRAL                                          | Ferrovia Roma-Lido, Ferrovia Roma-Viterbo                                                   | 130 km                                  | Regione Lazio                                                    |
| ARST                                            | Rete a scartamento ridotto della Sardegna                                                   | 202 km + 404 km                         | Regione Sardegna                                                 |
| Ente Autonomo Volturno                          | Ferrovie Cumana, Circumflegrea, Circumvesuviana, Benevento-Cancello e Alifana               | 277,85 km                               | Regione Campania                                                 |
| Società Unica Abruzzese di Trasporto (TUA)      | Ferrovia Sangritana                                                                         | solo 9+382 Km attivi della vecchia rete | Regione Abruzzo                                                  |
| Ferrovie del Gargano (FDG)                      | Ferrovie Garganica e Foggia-Lucera                                                          | 97 km                                   | Capitali privati                                                 |
| Ferrotramviaria (FT)                            | Ferrovie Bari-Barletta e Bari-San Paolo                                                     | 87 km                                   | Capitali privati                                                 |
| Ferrovie del Sud Est (FSE)                      | Linee secondarie della Puglia                                                               | 474 km                                  | Stato italiano, società del gruppo Ferrovie dello Stato Italiane |
| Ferrovie Appulo Lucane (FAL)                    | Rete a scartamento ridotto della Puglia e della Basilicata                                  | 184 km                                  | Ministero delle infrastrutture e dei trasporti                   |
| Ferrovie della Calabria (FC)                    | Rete a scartamento ridotto della Calabria                                                   | 83,4 km                                 | Regione Calabria                                                 |
| MIT tramite Gestione Ferrovia Circumetnea (FCE) | Ferrovia Circumetnea                                                                        | 111 km                                  | Gestione governativa                                             |

## Quadro normativo
Tale definizione deriva dal recepimento della direttiva 91/440/CEE del 29 luglio 1991, relativa allo sviluppo delle ferrovie comunitarie (GU L 237, p. 25), come modificata dalle direttive 2004/51/CE e 2007/58/CE, e direttiva 2001/14/CE del Parlamento europeo e del Consiglio, del 26 febbraio 2001, relativa alla ripartizione della capacità di infrastruttura ferroviaria e all'imposizione dei diritti per l'utilizzo dell'infrastruttura ferroviaria (GU L 75, p. 29), come modificata dalle direttive 2004/49/CE e 2007/58/CE.
Per quanto concerne in particolare le competenze in tema di sicurezza ferroviaria, la legislazione italiana operava una distinzione fra rete nazionale, sottoposta alla giurisdizione dell'Agenzia nazionale per la sicurezza delle ferrovie (ANSF) e le cosiddette reti isolate, ovvero non interconnesse all'infrastruttura ferroviaria nazionale, per le quali l'omologo organismo competente è l'Ufficio speciale trasporti a impianti fissi (USTIF). Per le reti "funzionalmente interconnesse" alla rete nazionale, fu previsto il passaggio di competenze dall'USTIF all'ANSF che è andato a rilento negli anni. Nel 2016 a seguito dell'incidente ferroviario tra Andria e Corato furono velocizzate le procedure di passaggio di compentenze per le reti interconnesse sotto la vigilanza ANSF. Nel 2019 anche le reti isolate transitarono sotto responsabilità ANSFISA, il nuovo nome assunto dall'agenzia. Gli USTIF a partire dal 1º gennaio 2022 sono stati accorpati all'ANSFISA rendendo l'agenzia l'unico soggetto responsabile per la sicurezza dei trasporti da quelli ferroviari a quelli stradali.
Fra i gestori dell'infrastruttura indicati alcuni di essi risultano a totale capitale pubblico, altri sono a totale capitale privato ed esistono altresì società miste; in alcuni casi, come EAV, risultano affidate sia infrastrutture, interconnesse con RFI sia reti isolate, anche con scartamenti differenti.